# Туртаба
Туртаба (рум. Turtaba) — село у повіті Мехедінць в Румунії. Входить до складу комуни Ісверна.
Село розташоване на відстані 275 км на захід від Бухареста, 38 км на північ від Дробета-Турну-Северина, 143 км на південний схід від Тімішоари, 114 км на північний захід від Крайови.

## Населення
За даними перепису населення 2002 року у селі проживали 219 осіб, усі — румуни. Усі жителі села рідною мовою назвали румунську.